# Yōko Sugi
Yōko Sugi (杉葉子, Sugi Yōko), née le 28 octobre 1928 à Tokyo et morte le 15 mai 2019 à Tokyo, est une actrice japonaise.

## Biographie
Née à Tokyo le 28 octobre 1928, Yōko Sugi rejoint la Tōhō après une audition en 1947. Elle se fait rapidement remarquer par ses interprétations dans des films qui traitent du passage de l'enfance à l'âge adulte, en particulier dans La Montagne bleue (青い山脈, Aoi sanmyaku, 1949) de Tadashi Imai.
Mariée à un Américain en 1962, elle s'établit à Los Angeles où elle travaille comme directrice des relations publiques dans un hôtel. Elle réapparait en tant qu'actrice en 1973 dans Un homme en extase (恍惚の人, Kōkotsu no hito) de Shirō Toyoda, d'après un roman de Sawako Ariyoshi, dans le rôle d'une femme qui s'occupe de son beau-père sénile.
Retournée vivre au Japon, Yōko Sugi meurt le 15 mai 2019 à Tokyo des suites d'un cancer du côlon. Elle est apparue dans plus de 70 films entre 1948 et 1994.

## Filmographie

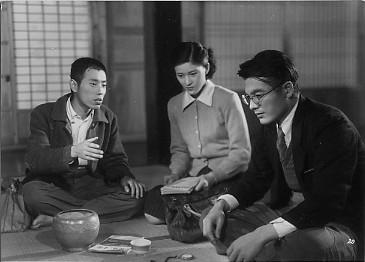
Isao Kimura, Yōko Sugi et Eiji Okada dans L'École des échos (1952).

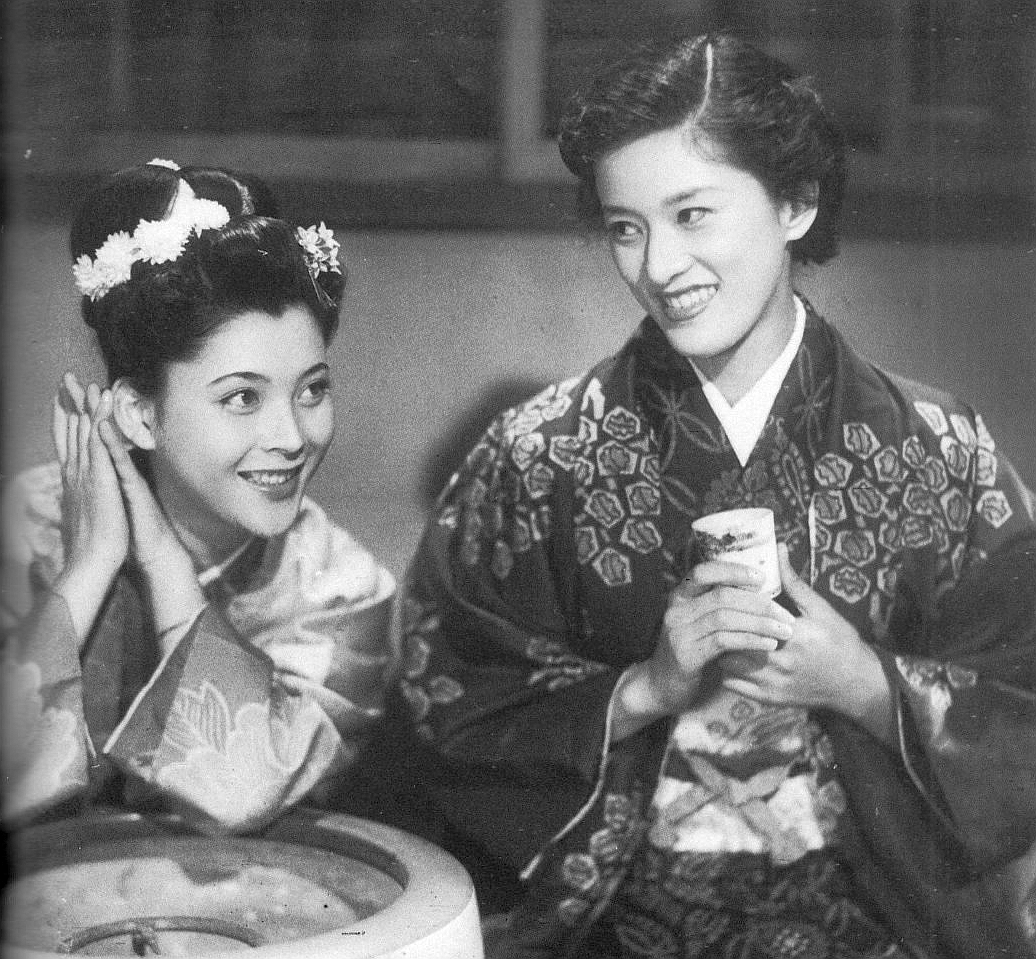
Mariko Okada et Yōko Sugi dans Un couple (1953).

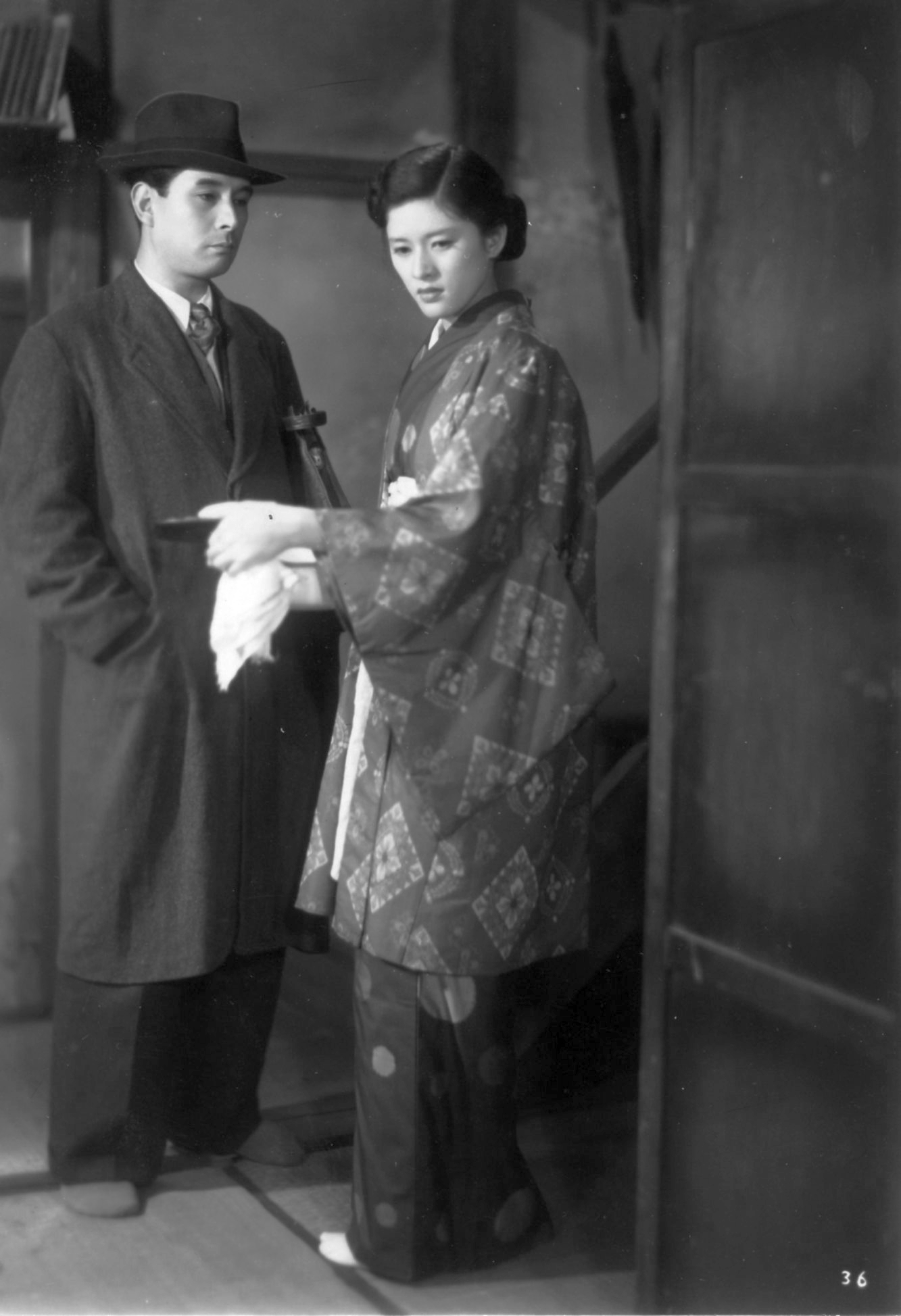
Ken Uehara et Yōko Sugi dans Un couple (1953).

Sauf indication complémentaire, la filmographie de Yōko Sugi est établie à partir de la base de données JMDb.
- 1948 : L'Ange ivre (酔いどれ天使, Yoidore tenshi?) d'Akira Kurosawa : danseuse (non créditée)
- 1949 : La Montagne bleue (青い山脈, Aoi sanmyaku?) de Tadashi Imai : Shinko Terazawa
- 1949 : La Montagne bleue, partie 2 (続青い山脈, Zoku aoi sanmyaku?) de Tadashi Imai : Shinko Terazawa
- 1949 : Le Visage d'une femme (女の顔, Onna no kao?) de Tadashi Imai
- 1950 : Rapport sur la conduite du professeur Ishinaka (石中先生行状記, Ishinaka sensei gyojoki?) de Mikio Naruse
- 1950 : Hakuchū no kettō (白昼の決闘?) de Kiyoshi Saeki
- 1950 : Tsuma to jokisha (妻と女記者?) de Yasuki Chiba
- 1950 : Subarashiki kyūkon (素晴らしき求婚?) de Motoyoshi Oda
- 1950 : Poursuite à l'aube (暁の追跡, Akatsuki no tsuiseki?) de Kon Ichikawa
- 1950 : Gunkan sudeni kemuri nashi (軍艦すでに煙なし?) de Hideo Sekigawa
- 1951 : Wakai musumetachi (若い娘たち?) de Yasuki Chiba
- 1951 : Gion monogatari: Haru urami (祇園物語 春怨?) d'Isamu Kosugi
- 1951 : Mesu o motsu shojo (メスを持つ処女?) de Motoyoshi Oda
- 1951 : Sengoha obake taikai (戦後派お化け大会?) de Kiyoshi Saeki
- 1951 : Wakōdo no uta (若人の歌?) de Yasuki Chiba
- 1951 : Le Repas (めし, Meshi?) de Mikio Naruse : Mitsuko Murata
- 1951 : Sekidōsai (赤道祭?) de Kiyoshi Saeki
- 1951 : La Marche nuptiale (結婚行進曲, Kekkon koshinkyoku?) de Kon Ichikawa
- 1952 : Seishun kaigi (青春会議?) de Toshio Sugie : Kumiko
- 1952 : Monsieur Lucky (ラッキーさん, Rakki-san?) de Kon Ichikawa
- 1952 : Musuko no hanayome (息子の花嫁?) de Seiji Maruyama
- 1952 : L'École des échos (山びこ学校, Yamabiko gakkō?) de Tadashi Imai
- 1952 : Yagura daiko (やぐら太鼓?) de Masahiro Makino et Eisuke Takizawa
- 1952 : Golden Girl (金の卵, Kin no tamago?) de Yasuki Chiba
- 1952 : Tōkyō no koibito (東京の恋人?) de Yasuki Chiba : Harumi
- 1952 : Sensō yonnin shimai (浅草四人姉妹?) de Kiyoshi Saeki
- 1952 : Kekkon annai (結婚案内?) de Toshio Sugie
- 1952 : Oka wa hanazakari (丘は花ざかり?) de Yasuki Chiba : Miwako Kozuki
- 1953 : Un couple (夫婦, Fūfu?) de Mikio Naruse : Kikuko Nakahara
- 1953 : Gendai shojo (現代処女?) de Kōzō Saeki
- 1953 : Monsieur Pū (プーサン, Pū-san?) de Kon Ichikawa
- 1953 : Aijō ni tsuite (愛情について?) de Yasuki Chiba : Tomoko
- 1953 : La Jeunesse de Heiji Zenigata (天晴れ一番手柄 青春銭形平次, Seishun Zenigata Heiji?) de Kon Ichikawa
- 1953 : Kofuku-san (幸福さん?) de Yasuki Chiba
- 1953 : Les Jeunes Filles en fleurs (花の中の娘たち, Hana no naka no musumetachi?) de Kajirō Yamamoto
- 1953 : Feux pour attirer les moustiques (誘蛾燈, Yūgatō?) de Kajirō Yamamoto
- 1953 : Junjō shain (純情社員?) de Tatsuo Saitō
- 1954 : Le Grondement de la montagne (山の音, Yama no oto?) de Mikio Naruse
- 1954 : Wakai hitomi (若い瞳?) de Hideo Suzuki
- 1954 : Akuma ga kitarite fue o fuku (悪魔が来りて笛を吹く?) de Sadatsugu Matsuda
- 1954 : Calendrier de femmes (女の暦, Onna no koyomi?) de Seiji Hisamatsu
- 1954 : Wakamono yo ! Koi o shiro (若者よ！恋をしろ?) de Kiyoshi Saeki
- 1954 : Kimi shinitamo koto nakare (君死に給うことなかれ?) de Seiji Maruyama
- 1954 : Aku no tanoshisa (悪の愉しさ?) de Yasuki Chiba : Yukiko
- 1954 : Kekkonki (結婚記?) d'Umetsugu Inoue
- 1955 : La lune s'est levée (月は昇りぬ, Tsuki wa noborinu?) de Kinuyo Tanaka : Ayako Asai
- 1955 : Jokyū (まごころの花ひらく 女給?) de Yasuki Chiba : Junko Itō
- 1955 : Morishige no shinnyū shain (森繁の新入社員?) de Kunio Watanabe
- 1955 : Morishige no yarikuri shain (森繁のやりくり社員?) de Kunio Watanabe
- 1955 : Les Baisers (くちづけ, Kuchizuke?) épisode 1 de Masanori Kakei : Noriko
- 1955 : Asagiri (朝霧?) de Seiji Maruyama
- 1955 : Maternité éternelle (乳房よ永遠なれ, Chibusa yo eien nare?) de Kinuyo Tanaka : Kinuko
- 1956 : Chiemi no hatsukoi chacha musume (チエミの初恋チャチャ娘?) de Nobuo Aoyagi
- 1956 : Migotona musume (見事な娘?) de Shunkai Mizuho (ja) : Kumiko
- 1956 : Le Cœur d'une épouse (妻の心, Tsuma no kokoro?)  de Mikio Naruse : Yumiko
- 1956 : Morishige yo doko e iku (森繁よ何処へ行く?) de Shunkai Mizuho (ja)
- 1956 : Aru onna no baai (ある女の場合?) de Shunkai Mizuho (ja) : Ranko Fujita
- 1956 : Jōshū to tomo ni (女囚と共に?) de Seiji Hisamatsu : Kayo Sagawa
- 1957 : Meshiro Sanpei monogatari (目白三平物語 うちの女房?) de Hideo Suzuki : Mme Iida
- 1957 : Hayaku kaette-ko (早く帰ってコ?) de Tatsuo Saitō
- 1957 : Tokyo da you okkasan (東京だヨおッ母さん?) de Tatsuo Saitō
- 1957 : Waga mune ni niji wa kiezu (わが胸に虹は消えず?) d'Ishirō Honda : Sayako Muromachi宝
- 1958 : Shachō sandaiki (社長三代記?) de Shūei Matsubayashi
- 1958 : Zoku shachō sandaiki (続・社長三代記?) de Shūei Matsubayashi
- 1958 : Jours de congé à Tokyo (東京の休日, Tōkyō no kyūjitsu?) de Kajirō Yamamoto
- 1959 : Suzukake no sanpomichi (すずかけの散歩道?) de Hiromichi Horikawa : Hisako Iwamoto
- 1960 : Shin jōdaigaku (新・女大学?) de Seiji Hisamatsu
- 1960 : Jiyūgaoka fujin (自由ケ丘夫人?) de Kōzō Saeki
- 1961 : Kyūsen man no akarui hitomi (九千万の明るい瞳?) de Nagayoshi Akasaka (ja)
- 1973 : Un homme en extase (恍惚の人, Kōkotsu no hito?) de Shirō Toyoda : Mme Kihara
- 1981 : Little Champion (リトルチャンピオン, Ritoru chanpion?) de Nagayoshi Akasaka (ja)
- 1994 : Picture Bride de Kayo Hatta (en) : tante Sode